# Equipos de medición de electrónica

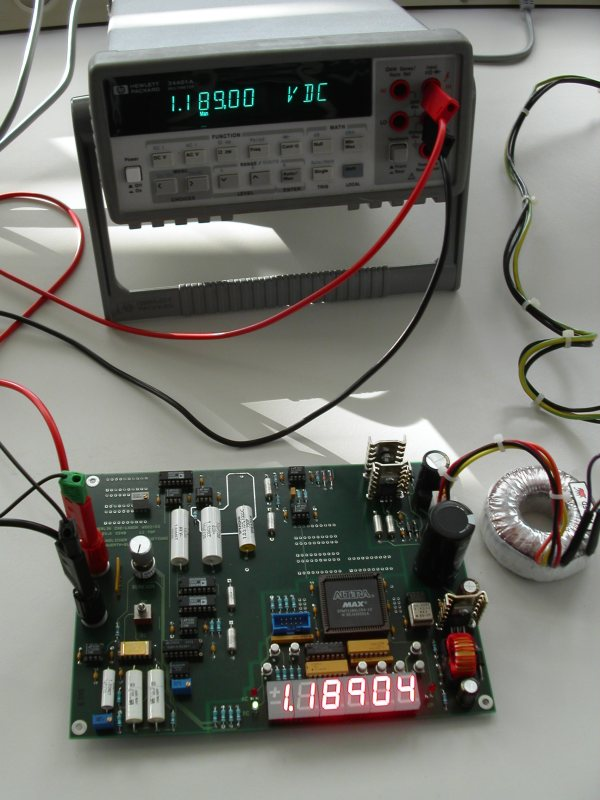
Voltímetro digital commercial Agilent

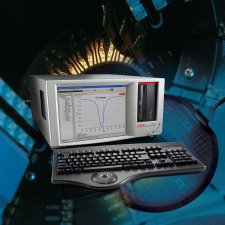
Instrumentos Keithley Series 4200-CVU

Los equipos de medición de electrónica son el conjunto de equipos que se utilizan para realizar mediciones de dispositivos eléctricos o electrónicos. Pueden servir para crear estímulos, para capturar respuestas, para enrutar la señal, etc.

## Tipos de equipos

### Básicos
- Voltímetro - Mide diferentes tipos de voltajes.
- Óhmetro - Miden resistencia.
- Amperímetro - Miden corriente eléctrica.
- Multímetro - Miden voltaje, resistencia y corriente eléctrica.
- Fuente de alimentación - Genera voltajes.
- Generador de señales - Genera patrones de señales periódicas o no periódicas tanto analógicas como digitales.
- Generador de pulsos
- Osciloscopio
- Frecuencímetro

### Avanzados
- Analizador de redes
- Analizador de espectros
- Medidores de figura de ruido

- Datos: Q2622641
- Multimedia: Electronic test equipment / Q2622641